# Stratego (singolo)
Stratego è un singolo del gruppo musicale britannico Iron Maiden, pubblicato il 19 agosto 2021 come secondo estratto dal diciassettesimo album in studio Senjutsu.

## Video musicale
Il video, un cortometraggio di animazione che ha come fulcro il mondo nipponico, è stato realizzato dal regista svedese Gustaf Holtenäs. La sua realizzazione ha visto impegnato per intero il gruppo di animazione londinese BlinkInk.

## Tracce
1. Stratego – 4:59

## Formazione
Gruppo
- Bruce Dickinson – voce
- Dave Murray – chitarra
- Adrian Smith – chitarra
- Janick Gers – chitarra
- Steve Harris – basso, tastiera
- Nicko McBrain – batteria